# Pirmin Schwegler
Pirmin Schwegler és un exfutbolista suís. Va començar com a futbolista al FC Grosswangen i va tenir una reeixida carrera en clubs de la Bundesliga alemanya.